# Tietê
Tietê est une ville brésilienne de l'État de São Paulo.

## Géographie
Tietê se situe à une latitude de 23° 06′ 07″ sud et à une longitude de 47° 42′ 54″ ouest, à une altitude de 508 mètres.
Sa population était de 36 827 habitants au recensement de 2010. La municipalité s'étend sur 393 km2.
Elle fait partie de la microrégion de Piracicaba, dans la mésoregion Piracicaba.

## Maires
| Période | Période | Identité            | Étiquette | Qualité |
| ------- | ------- | ------------------- | --------- | ------- |
| 2005    | 2008    | Basílio Saconi Neto | PMDB      |         |
| 2009    | 2012    | José Carlos Melaré  | PTB       |         |